# Патроним
Патроним или патронимик (транслит.  — „име оца”) је презиме изведено од имена оца, деде (авоним) или старијих мушких предака. Презиме изведено од имена мајке се назива матроним. 
У већини култура патроними се, након установљавања, преносе са родитеља на дете, као устаљено презиме. Код неких, попут Исланђана, свака особа добија патроним на рођењу изведен из имена оца или, ређе, мајке. Код Источних Словена, патронимик (рус. отчество) изведен од имена родитеља се додаје између имена и презимена и саставни је део пуног имена особе.

## Примери
- Петар → Петровић
- Остоја → Остојић
- Вук → Вуковић, Вукаловић, Вучетић
- Карађорђе → Карађорђевић
- Иван → Ивановић, Иванишевић, Ивковић
- Обрен → Обреновић